# Shahab-5
Shahab-5 (persa: شهاب ۵ , que significa "Meteor-5") es un misil balístico de alcance intermedio de fabricación iraní, cuya existencia se rumoreaba ya en 1998. Se estima que está basado en el  misil norcoreano Taepodong-2 con una primera etapa basada en el RD-0216 soviético. Se estima que el alcance potencial del misil es de entre 4.000 y 4.300 km con una carga útil de ojiva de 700 a 1.000 kg.